# 勃朗特撞擊坑
勃朗特撞擊坑（英語：Brontë）是一個位於水星的撞擊坑，直徑約60公里。該撞擊坑由國際天文聯合會於1976年以英國作家勃朗特三姐妹（夏洛蒂·勃朗特、艾米莉·勃朗特和安妮·勃朗特）和三人的弟弟勃蘭威爾·勃朗特這四人命名。